# Biaquino da Camino (vescovo)
Biaquino da Camino (... – 13 ottobre 1257) è stato un vescovo cattolico italiano.

## Biografia
Riportato in alcune fonti come Bianchino, fu figlio di Guecellone IV da Camino.
Egli fu il terzo ed ultimo Caminese ad essere eletto vescovo di Ceneda. Ciò avvenne su iniziativa del Capitolo diocesano, proprio come era avvenuto quarant'anni prima con Gerardo, suo parente, con ogni probabilità su pressioni della famiglia, all'epoca uno dei più potenti casati della marca Trevigiana.
L'elezione non fu approvata dal Patriarca di Aquileia Gregorio da Montelongo né riconosciuta da Papa Alessandro IV; questo probabilmente sia a causa dei dissapori che intercorrevano tra le istituzioni ecclesiastiche e la famiglia, sia per l'alleanza di alcuni membri della famiglia stessa con lo scomunicato Ezzelino III da Romano.
La morte di Biaquino, avvenuta il 13 ottobre dello stesso anno prima della conferma dell'elezione, similmente a quanto avvenne sempre con Gerardo, mise così fine a questo dissidio tra la chiesa Cenedese e quella friulana.